# Semi-marathon international de Fort-de-France
Le Semi-marathon internationale de Fort-de-France est une course annuelle disputée entre à Fort-de-France en Martinique en novembre.

## Histoire
La 31e édition du semi-marathon en 2015 a le statut de Championnats de France.

## Parcours
Le semi-marathon de Fort-France est une boucle de 21,1 kilomètres dont le départ et l'arrivée se situe sur la place de la Savane. Le trajet emprunté est choisi de façon à limiter les dénivelés.

## Déclinaisons
Afin d'être accessible au plus grand nombre, des variantes de la course ont été mises en place. En plus du semi-marathon, il existe le Jou Ouvè avec des circuits de 10 kilomètres et de 5 kilomètres.

## Palmarès
| Édition | Année | Compétition hommes        | Compétition hommes | Compétition hommes | Compétition femmes           | Compétition femmes | Compétition femmes |
| Édition | Année | Vainqueur                 | Pays               | Temps              | Vainqueur                    | Pays               | Temps              |
| ------- | ----- | ------------------------- | ------------------ | ------------------ | ---------------------------- | ------------------ | ------------------ |
| 24      | 2008  | Didino Sanchez            | Venezuela          | 1 h 07 min 36 s    | Maria Montilla               | Venezuela          | 1 h 18 min 51 s    |
| 25      | 2009  | Claude Nohilé             | Martinique         | 1 h 11 min 34 s    | Guyline Louis                | Martinique         | 1 h 29 min 54 s    |
| 26      | 2010  | Siméon Sawe               | Éthiopie           | 1 h 08 min 19 s    | Corinne Herbteau-Cante       | France             | 1 h 21 min 01 s    |
| 27      | 2011  | Jean-Damascène Habarurema | Rwanda             | 1 h 07 min 27 s    | Yudisleivys Castillo Tumbare | Cuba               | 1 h 18 min 36 s    |
| 28      | 2012  | Eric Niyonsaba            | Burkina Faso       | 1 h 09 min 46 s    | Marina Kovaleva              | Russie             | 1 h 19 min 23 s    |
| 29      | 2013  | Taye Damte Kuashu         | Éthiopie           | 1 h 04 min 42 s    | Birtukan Fente Alemu         | Éthiopie           | 1 h 17 min 25 s    |
| 30      | 2014  | Dieudonné Disi            | Rwanda             | 1 h 09 min 16 s    | Svitlana Stanko              | Ukraine            | 1 h 19 min 48 s    |
| 31      | 2015  | Yosi Goasdoue             | France             | 1 h 09 min 34 s    | Susan Kipsang Jeptoo         | Kenya              | 1 h 18 min 24 s    |
| 32      | 2016  | Jean Damascene Habarurema | France             | 1 h 10 min 15 s    | Daria Mykhailova             | Ukraine            | 1 h 20 min 03 s    |
| 33      | 2017  | Félix Bour                | France             | 1 h 08 min 22 s    | Mekdes Woldu                 | Érythrée           | 1 h 20 min 19 s    |
| 34      | 2018  | Joseph-Mbatha Nzoki       | Kenya              | 1 h 08 min 34 s    | Mercelyne Jieronoh           | Kenya              | 1 h 21 min 03 s    |
| 35      | 2019  | Ștefan Iulius Gavril      | Roumanie           | 1 h 06 min 59 s    | Ghizlane Asmae               | Maroc              | 1 h 18 min 29 s    |
| 36      | 2022  | Amine Khadiri             | Chypre             | 1 h 07 min 14 s    | Cécilia Mobuchon             | Martinique         | 1 h 16 min 51 s    |
| 37      | 2023  | Félicien Muhitira         | Rwanda             | 1 h 05 min 25 s    | Maryna Nemchenko             | Ukraine            | 1 h 16 min 07 s    |